# Tente hypoxique
La tente hypoxique est une tente (ou un caisson, ou une salle) dans laquelle le taux de dioxygène dans l'air est artificiellement maintenu à un niveau aussi bas qu'en haute altitude (souvent équivalent à 2 300–3 500 mètres), afin d'augmenter, dans l'organisme des sportifs qui l'utilisent, le taux de globules rouges dans le sang et donc le transport d'oxygène vers les muscles. Son usage n'est pas règlementé par l'Agence mondiale antidopage.

## Usages
La tente hypoxique permet aux sportifs qui l'utilisent, lorsqu'ils entrent dans la tente, le caisson ou la salle (de manière passive, statique, ou au contraire en plein effort), de préparer leur organisme aux conditions de haute altitude, et permettrait de manière plus générale aux athlètes de réaliser de meilleures performances en compétition comme en entraînement en améliorant le transport d'oxygène vers les muscles. Selon plusieurs études,, après trois ou quatre semaines d'utilisation, la VO2max (volume maximal d'oxygène qu'un organisme peut consommer lors d'un effort physique) de l'athlète peut augmenter de 3 à 5 %, mais avec beaucoup de variations d'un individu à l'autre.

## Règlementation antidopage
Son usage n'est pas prohibé ni réglementé, bien que l'Agence mondiale antidopage ait déclaré qu'elle considérait cette méthode d'entraînement « contraire à l'esprit sportif » et qu'elle constituait un « danger potentiel pour la santé des athlètes ».